# Kumpoltice
Kumpoltice (německy Gomplitz) byla malá ves něco málo přes 1 km vzdálená východně od děčínského zámku v místech, kde je dnes křižovatka Benešovské a Liberecké ulice.

## Historie
V letech 1387–1388 a 1395 je zmiňována osada s názvem Gompolcz (též Gumpoldsdorf) náležející k děčínskému panství, ale hospodářsky přičleněná k obci Ludvíkovice. V roce 1547 jsou uvedeni rolníci Töpfer, Guth a Kral a o sedm let později ještě další tři. Před třicetiletou válkou jsou uváděni pouze dva rolníci. V roce 1675 zde byl zřízen hrabětem Thunem dvůr – hřebčín. V roce 1787 je zde zmiňována myslivna, hostinec Bey Drey Linden (U Tří Lip) a hřebčín. Po roce 1870 zde založil zahradník František Jošt mladší věhlasné růžové školky. Tyto školky zanikly při rozšiřování nádraží Děčín východ. Význam Kumpoltic upadal také vlivem rozrůstání děčínského Nového Města. Díky blízkosti nádraží zde začala vznikat průmyslová zóna. V roce 1890 zde byly pouze čtyři domy s 25 obyvateli. Na konci 19. století byly Kumpoltice zcela začleněny do města Děčín a po první světové válce dvůr zanikl.
Do současnosti se nezachovala žádná budova původních Kumpoltic. Jméno Kumpoltice připomíná už jenom název Kumpoltického potoka. Tento potok na současných mapách se v místech někdejších Kumpoltic nazývá Folknářský potok a název Kumpoltický potok zůstal pouze jeho přítoku přitékajícímu od Ludvíkovic.